# Shasta (California)

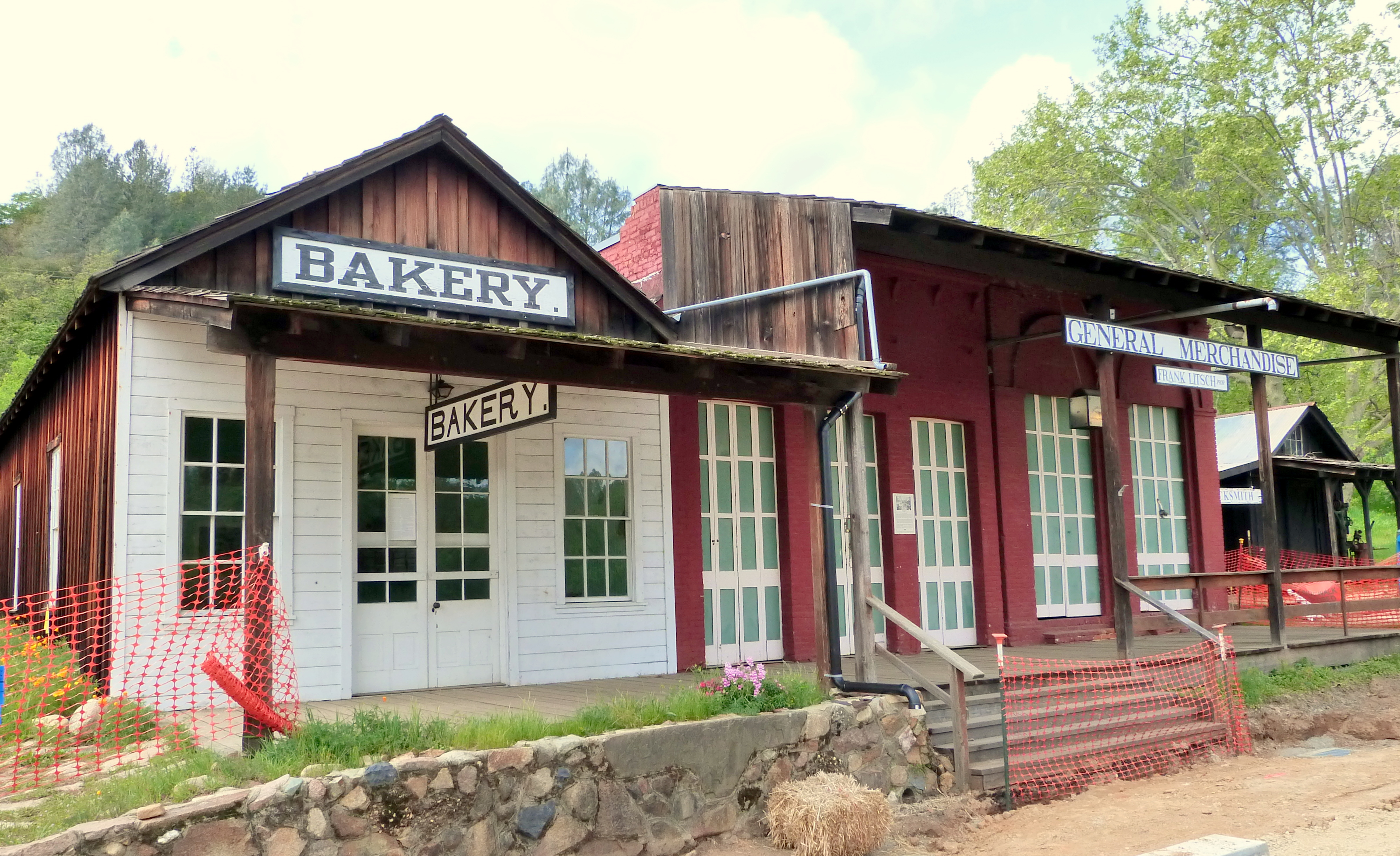
Edificios parcialmente restaurados en el Shasta State Historic Park

Shasta es un lugar designado por el censo (en inglés, census-designated place, CDP) situado en el condado de Shasta, California, Estados Unidos. Según el censo de 2020, tiene una población de 1043 habitantes.

## Geografía
La localidad está ubicada en las coordenadas 40°35′31″N 122°28′40″O / 40.59194, -122.47778 (40.592021, -122.477899). Tiene una superficie total de 28.32 km², de los cuales 28.31 km² corresponden a tierra firme y 0.01 km² están cubiertos de agua.

## Historia
Fundada en 1849 con el nombre de Reading's Springs y designada como Sasha en 1850, fue la segunda sede del condado entre 1851 y 1888 y la metrópolis del norte de California en la década de 1850. Hoy el antiguo pueblo, reducido por el fuego y el tiempo a unas pocas estructuras y algunos edificios en ruinas, es testimonio de la actividad minera en la zona en los tiempos de la fiebre del oro.

## Shasta State Historic Park
En el Shasta State Historic Park se pueden visitar los restos del antiguo distrito comercial. Los edificios de ladrillo aún en pie (algunos parcialmente restaurados) y las ruinas que se conservan son representativos de la arquitectura del período. El distrito está inscripto en el Registro Nacional de Lugares Históricos.